# Gilmorton
 (octobre 2023).
Gilmorton est une paroisse civile et un village du Leicestershire, en Angleterre.